# Шестаков, Игорь Леонидович
И́горь Леони́дович Шестако́в (род. 27 января 1962, Львов) — деятель российского телевидения, продюсер, медиаменеджер, репортер, автор и ведущий ряда телепередач.
Заместитель генерального директора ВГТРК (с 2017 года). Главный продюсер телеканала «Россия» (с 2015 года). Генеральный директор (с 2011 года) АО «Москва Медиа» и главный редактор Объединённой редакции московских СМИ (с 2012 года) «Москва Медиа». Председатель редакционного совета АО «Цифровое телевидение» и член редакционного совета АО «Карусель» (с 2020 года).

## Биография

### Образование
Московский энергетический институт (1987); МГУ им. М. В. Ломоносова, факультет журналистики (2002).

### Карьера
- 1988—1991 — Референт главного редактора в программе «Время» ГРИ ЦТ Гостелерадио, редактор отдела выпуска программы «Время», редактор и корреспондент программы «ТСН»; в одном из интервью вспоминал:

Мне повезло, я застал самый романтичный период нашей профессии. Когда-то с Дмитрием Киселёвым и Татьяной Митковой мы ездили выступать по стране, собирали полные залы, рассказывая о том, как работает перестроечное телевидение.
- 1991—1993 — Специальный корреспондент программы «Вести» (РТР).
- 1993—1997 — Руководитель отдела спецпроектов ДИП ВГТРК. Автор и ведущий программы «Репортёр», документального цикла «Это Москва», «Вести в 11», «Вести ПРО» и ряда других программ.
- 1998—2001 — Заместитель главного продюсера МНВК «ТВ-6». Автор и продюсер программ: «День за днём» (ТВ-6)[3][4], «Рабочий полдень» и ряда других.

Это были кризисные для экономики годы, телепродюсирование было отчаянным делом, для каждого проекта приходилось самостоятельно добывать деньги, в какой-то момент пришлось продать квартиру, чтобы заплатить зарплату людям. Но в то же время для креатива никаких ограничений не было и можно было творить в удовольствие, на «ТВ-6» в то время появилось много интересных проектов.
- 2001—2002 — Заместитель главного редактора ТРВК «Московия»[5]. Автор и продюсер программ: «Будни», «Большое плавание», «Мегаполис»[6].
- 2002—2005 — Заместитель главного продюсера телеканала «РТР». Руководитель программы «Утро России».

Нам удалось создать потрясающий по телевизионному размаху проект, когда в «Утро России» одновременно включаются со своими новостями регионы - секунда в секунду. Это уникальная коллаборация помогает нам уже много лет оставаться лидерами в утреннем сегменте эфира.
- 2006—2012 — Главный продюсер телеканала «Вести» ВГТРК[7].

Очень важно, что в стране появился еще один интегратор, который позволяет объединить страну в эфирном пространстве. Зрители в Калининграде и во Владивостоке видят одновременно одно и то же событие. И эта возможность сопричастности, качество продукта и его оперативность, которое гарантирует самый большой информационный холдинг Европы, сразу позволили нам занять лидирующие позиции на телевизионном рынке.
- 2009—2013 — Директор Дирекции цифровых каналов ВГТРК[8]. Главный редактор телеканалов «Моя планета», «Наука», «Сарафан» и ряда других кабельных каналов.

Мы чуть позже стартовали на рынке цифровых услуг, но зато сразу предложили сверхкачественный и оригинальный отечественный продукт, которого в кабельном вещании не было, особенно в сегменте познавательных каналов. Это позволило нам довольно быстро выйти в плюс, что для нас было принципиально, поскольку кабельные каналы изначально рассматривались, как коммерческий продукт.
- С 2011 года — Генеральный директор АО «Москва Медиа». Главный редактор Объединённой редакции московских электронных СМИ «Москва Медиа»[9].

Когда на улице три булочные, одна из которых позиционирует себя, как лучшая в мире, другая, как лучшая во вселенной, а третья, как лучшая на этой улице, я думаю, сметливый человек выберет третью. Именно так мы и построили работу наших московских СМИ. И судя по тому, что доля бывших «Столиц 1 и 2» выросла в разы, зритель нашу позицию одобрил.
- 2013—2015 — Главный редактор телеканала «Россия-2»[10].
- С 2015 года — Главный продюсер телеканала «Россия»[11][12]
- С 2017 года — Заместитель Генерального директора ФГУП «ВГТРК».
- С 2019 года — Первый заместитель генерального директора АО «Цифровое телевидение».
- С 2020 года — Председатель редакционного совета АО «Цифровое телевидение».
- С 2020 года — Член редакционного совета АО «Карусель».

## Награды и звания
- Орден Александра Невского (14 июня 2022 года) — за вклад в развитие средств массовой информации и многолетнюю добросовестную работу[13].
- Орден Почёта (1 сентября 2014 года).
- Орден Дружбы (5 апреля 2011 года) — за большие заслуги в развитии отечественного телерадиовещания и многолетнюю плодотворную работу[14].
- Медаль «Защитнику свободной России» (30 декабря 1993 года) — за исполнение гражданского долга при защите демократии и конституционного строя 19-21 августа 1991 года[15].
- Лауреат премии «ТЭФИ»[16] в номинации «Лучшая публицистическая программа» за передачу «Репортёр» (РТР).

## Санкции
15 января 2023 года, из-за вторжения России на Украину, внесён в санкционный список Украины, предполагается блокировка активов на территории страны, приостановка выполнения экономических и финансовых обязательств, прекращение культурных обменов и сотрудничества, лишение украинских госнаград.